# Río Rocín
El río Rocín es un curso natural de agua que nace en las laderas occidentales de la frontera internacional de la Región de Valparaíso y fluye con dirección general suroeste hasta encontrarse con el estero Chalaco, donde nace el río Putaendo.

## Trayecto
El río Rocín nace al pie del paso de Los Patos y se dirige hacia el oeste y recibe las aguas del río Tambillos por 18 km hasta Las Cieneguitas donde gira hacia el sur por 18 km hasta su junta con el río Hidalgo. Desde allí se dirige una vez más al oeste hasta su confluencia con el río Chalaco (proveniente del norte) en la localidad de Los Patos donde nace el río Putaendo.

## Historia
Luis Risopatrón lo describe en su Diccionario jeográfico de Chile (1924):: 774 
Rocín (Río del). Recibe las aguas de la falda W del cordón limitáneo con Arjentina, en una región que conserva poca cantidad de nieve, por lo que el agua escasea mucho durante los meses de verano, tiene un color amarillo i no es agradable para la bebida, corre hacia el W i ofrece en ciertos trechos un poco de pasto en las faldas de los cerros, así como en la vega de El Ciénago, Los Cieneguitos y la quebrada Colorada. Tuerce en seguida hacia el S i presenta pasto en la quebrada de Los Maitenes, con buena agua para la bebida; recibe el río de Hidalgo i se dirije al W nuevamente, para juntarse con el estero de El Chalaco i formar el río de Putaendo.